# Historické kraje ve Finsku
Finské kraje (finsky läänit) představovaly územně-správní celky, na které se Finsko dělilo téměř čtyři století. Tento systém fungoval mezi roky 1634 a 2009. 1. ledna 2010 byly kraje nahrazeny úřady aluehallintovirasto a elinkeino-, liikenne- ja ympäristökeskus.

## Historický vývoj

### 1634
Systém administrativního dělení Finska do krajů byl zaveden v roce 1634 za švédské správy finského území. Vzniklo 5 krajů.
| provinční znak | Legenda: - 1 - kraj Turku a Pori - 14 - kraj Uusimaa a Häme - 18 - kraj Pohjanmaa - 20 - kraj Vyborg a Savo - 21 - kraj Käkisalmi |

### 1721
Podepsáním Nystadské smlouvy mezi Švédskem a Ruskem byla ukončena Severní válka. K Rusku bylo připojeno území na jihozápadě okolo města Vyborg. Zmenšené kraje Käkisalmi a Vyborg a Savo byly sloučeny do nově vytvořeného kraje Savo a Kyminkartano.
| provinční znak | Legenda: - 1 - kraj Turku a Pori - 14 - kraj Uusimaa a Häme - 18 - kraj Pohjanmaa - 19 - kraj Savo a Kyminkartano |

### 1743
Rusko a Švédsko svedly mezi roky 1741 - 1743 rusko-švédskou válku. Švédsko válku prohrálo a podepsáním smlouvy z Turku připadlo Rusku další území na jihovýchodě Finska.
| provinční znak | Legenda: - 1 - kraj Turku a Pori - 14 - kraj Uusimaa a Häme - 18 - kraj Pohjanmaa - 19 - kraj Kyminkartano a Savo |

### 1775
Roku 1775 proběhlo výrazné přeorganizování krajů. K Finsku byla připojena nová území na severu.
| provinční znak | Legenda: - 1 - kraj Turku a Pori - 4 - kraj Vasa - 10 - kraj Oulu - 14 - kraj Uusimaa a Häme - 15 - kraj Kyminkartano - 16 - kraj Savo a Karélie |

### 1831
V roce 1809 přešlo území dnešního Finska pod ruskou nadvládu jako tzv. Finské velkoknížectví. Roku 1812 byl k Finsku připojen kraj Vyborg, který byl do té doby součástí Ruska. Zároveň pokračovala územní expanze Finska severním směrem. Zásadnější územní změny byly provedeny v roce 1831.
| provinční znak | Legenda: - 1 - kraj Turku a Pori - 2 - kraj Uusimaa - 3 - kraj Häme - 4 - kraj Vasa - 6 - kraj Mikkeli - 8 - kraj Kuopio - 10 - kraj Oulu - 13 - kraj Vyborg |

### 1831 - 1945
Až do 2. světové války byl zachovány kraje vzniklé v roce 1831. Jediné změny spočívaly v začlenění Alandského souostroví k Finsku (1918) jako samostatného kraje. Roku 1920 podepsáním smlouvy z Tartu Finsko získalo nové území Pečenga a ztratilo oblasti Repola a Porajärvi. V roce 1938 se z Oulského kraje vyčlenil nový kraj Laponsko.
| provinční znak | Legenda: - 1 - kraj Turku a Pori - 2 - kraj Uusimaa - 3 - kraj Häme - 4 - kraj Vasa - 6 - kraj Mikkeli - 8 - kraj Kuopio - 10 - kraj Oulu - 11 - kraj Laponsko - 12 - kraj Alandy - 13 - kraj Vyborg |

### 1945
Konec 2. světové války znamenal pro Finsko výrazné územní ztráty ve prospěch Sovětského svazu. Sovětskému svazu připadla většina Vyborského kraje, dále pak Pečenga a území na pomezí Oulského kraje a Laponska při sovětských hranicích. Po těchto územních ztrátách se území Finska již ustálilo v takových hranicích, které známe v 21. století.
| provinční znak | Legenda: - 1 - kraj Turku a Pori - 2 - kraj Uusimaa - 3 - kraj Häme - 4 - kraj Vasa - 5 - kraj Kymi - 6 - kraj Mikkeli - 8 - kraj Kuopio - 10 - kraj Oulu - 11 - kraj Laponsko - 12 - kraj Alandy |

### 1960
Roku 1960 vznikly dva nové kraje (Střední Finsko a Severní Karélie).
| provinční znak | Legenda: - 1 - kraj Turku a Pori - 2 - kraj Uusimaa - 3 - kraj Häme - 4 - kraj Vasa - 5 - kraj Kymi - 6 - kraj Mikkeli - 7 - kraj Střední Finsko - 8 - kraj Kuopio - 9 - kraj Severní Karélie - 10 - kraj Oulu - 11 - kraj Laponsko - 12 - kraj Alandy |

### 1997
V roce 1997 byl počet krajů zredukován z 12 na 6.
| provinční znak | Legenda: - 10 - kraj Oulu - 11 - kraj Laponsko - 12 - kraj Alandy - 22 - kraj Jižní Finsko - 23 - kraj Západní Finsko - 24 - kraj Východní Finsko |

## Charakteristika krajů (1997-2009)
Finsko sestávalo ze šesti krajů (finsky lääni, švédsky: län). Úřady krajů zastupovaly centrální výkonnou moc. Kraje fungovaly spíše jako čistě administrativní jednotky, protože jejich hranice už nerespektovaly jazykové a kulturní rozdíly. V roce 2010 byly kraje nahrazeny novým systém územně-administrativní správy.
Každý kraj byl veden hejtmanem (maaherra, landshövding), který je jmenován prezidentem po návrhu vlády. Hejtman byl hlava Krajského úřadu (lääninhallitus, länsstyrelse), který zastupoval místní úřady na sedmi ministerstvech v následujících oblastech:
- sociální služby a zdravotnictví
- školství a kultura
- policie
- záchranné služby
- doprava
- obchodní soutěž a spotřebitelské záležitosti
- soudnictví

Úřady spadající pod krajský úřad byly registrační úřad (maistraatti, magistrat) a státní místní okrsky (kihlakunta, härad - okrsky pro policii, výběr daní a státní zastupitelství).
Post hejtmana byl obecně známý jako místo pro vysloužilé politiky.
| Kraj            | Název kraje ve finštině | Název kraje ve švédštině | Správní sídlo | Rozloha [km²] | Počet obyvatel [tis. obyv.] |
| --------------- | ----------------------- | ------------------------ | ------------- | ------------- | --------------------------- |
| Jižní Finsko    | Etelä-Suomen lääni      | Södra Finlands län       | Hämeenlinna   | 34 378        | 2 095 416                   |
| Západní Finsko  | Länsi-Suomen lääni      | Västra Finlands län      | Turku         | 74 185        | 1 869 597                   |
| Východní Finsko | Itä-Suomen lääni        | Östra Finlands län       | Mikkeli       | 48 727        | 588 106                     |
| Oulu            | Oulun lääni             | Uleåborgs län            | Oulu          | 57 000        | 456 000                     |
| Laponsko        | Lapin lääni             | Lapplands län            | Rovaniemi     | 98 946        | 184 145                     |
| Alandy          | Ahvenanmaan lääni       | Ålands län               | Mariehamn     | 6 784         | 26 530                      |